# Wunda
Wunda – krater uderzeniowy na powierzchni Umbriela, księżyca Urana o średnicy 131 kilometrów. Z nieznanych powodów jest znacznie jaśniejszy od swojego otoczenia.
Nazwa pochodzi od słowa Wunda w wierzeniach Aborygenów oznaczającego złego ducha.
Krater został odkryty przez Voyager 2 24 stycznia 1986 roku.